# 高家村镇
高家村镇，是中华人民共和国山西省吕梁市兴县下辖的一个乡镇级行政单位。

## 行政区划
高家村镇下辖以下地区：
高家村、西坪村、川口村、北西洼村、张家湾村、冯家庄村、吕家湾村、任家湾村、碧村、石阴村、黑峪口村、苏家塔村、唐家吉村、西吉村、桑俄村、岑西村、高家沟村、东峁村、沙焉村、花元沟村、宋家山村、王家塔村、寨滩上村、巡检司村和中庄村。

## 全国重点文物保护单位
碧村遗址：位于碧村北，为晋西北集中所发现史前玉器的地点。